# Alberto Capozzi
Alberto Capozzi (8 de julio de 1886 – 27 de junio de 1945) fue un actor teatral y cinematográfico de nacionalidad italiana activo en la época del cine mudo.

## Biografía
Su nombre completo era Alberto Angelo Capozzi, y nació en Génova, Italia. Pionero del cine, también trabajó en el extranjero (estuvo en Francia desde 1928 a 1940). 
En Italia, entre los años 1929 y 1931, el doblaje se prohibió, por lo que debía eliminarse el sonoro de los filmes. Para superar tal inconveniente se recurría a diversas estratagemas. Entre otros, Alberto Capozzi participó en una de las más curiosas: se añadían escenas en las cuales actores italianos repetían los diálogos de los actores americanos.
Además de trabajar para el cine, Capozzi fue también actor teatral, actuando desde los diecisiete años de edad en diversas compañías teatrales, entre ellas las de Virgilio Talli y Alda Borelli.
Alberto Capozzi falleció en Roma, Italia, en 1945.

## Filmografía
- Nozze d'oro (1911)[3]
- Il carabiniere (1912)
- Il romanzo di un giovane povero (1914)
- I due sergenti (1918)
- Il principe rosso (1920)
- Principessa misteriosa (1920), de Herbert Brenon
- Serpolette (1924)
- Dietro la maschera (1924);
- L'X misterioso (1929)
- La donna perduta (1940)
- La cena delle beffe (1941)
- Orizzonte di sangue (1941)
- La donna del peccato (1941)
- La donna è mobile (1942), de Mario Mattòli.[4]
- Nessuno torna indietro (1943)[5]
- Piazza San Sepolcro (1943), de Giovacchino Forzano
- La freccia nel fianco (1945), de Alberto Lattuada